# Kristinehamn

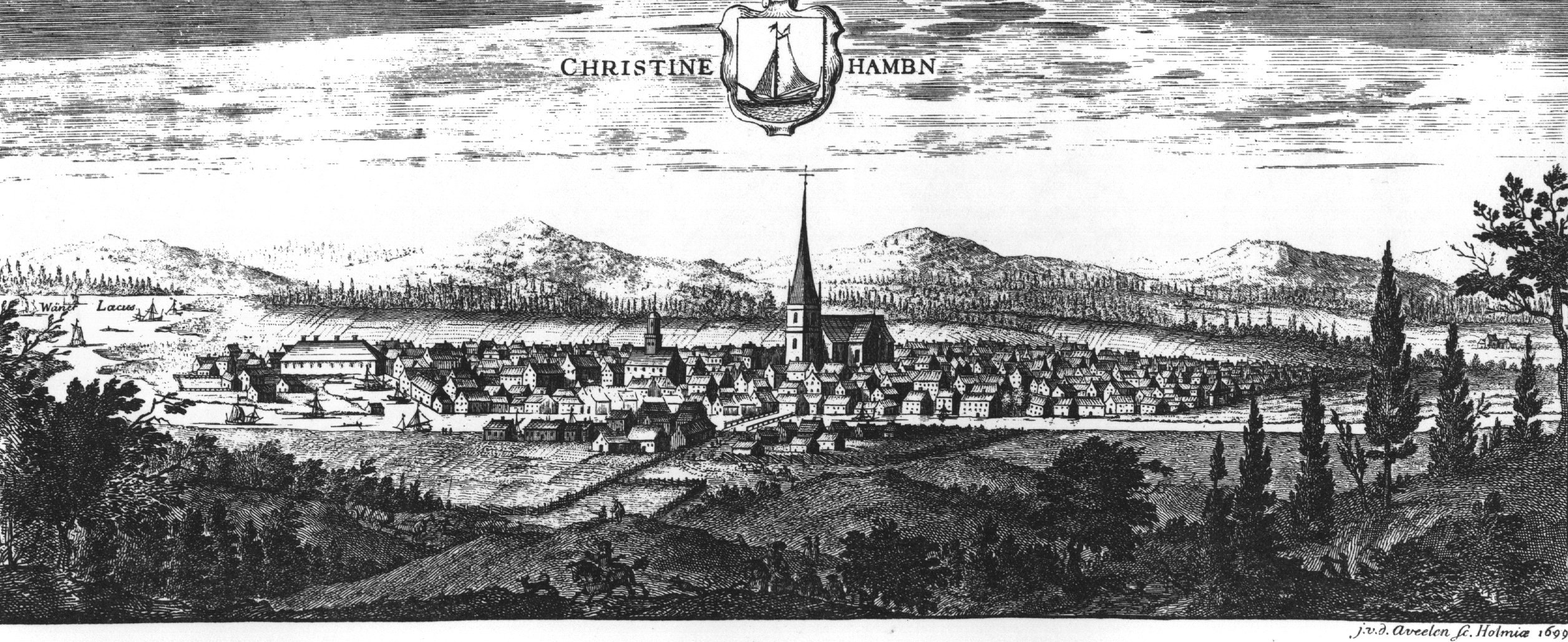
Kristinehamn em 1700, de Suecia antiqua et hodierna

Kristinehamn ( PRONÚNCIA/) é uma cidade da província histórica da Värmland no centro da Suécia.
Tem aproximadamente 18 597 habitantes (2020), e é sede do município de Kristinehamn, pertencente ao condado da Värmland. 
Fica situada no sudeste da Värmland, à beira do lago Vänern. Pelo seu porto passam - desde os tempos antigos - a madeira e o ferro da região de Bergslagen.